# فيليب جوريتشيتش
فيليب جورتشيتش (بالصربية: Filip Đuričić) وهو لاعب كُرة قدم صربي في مركز الوسط المهاجم ولد في يوم 30 يناير 1992 في مقاطعة أوبرينوفاتش في يوغسلافيا، يلعب حالياً مع نادي سامبدوريا في إيطاليا، كما سبق له اللعب مع نادي هيرينفين ورادنيتشي أوبرينوفاتش ونادي أوليمبياكوس ونادي ريد ستار بلغراد ولعب مع منتخب صربيا لكرة القدم.

## روابط خارجية
- فيليب جوريتشيتش على موقع الاتحاد الدولي (مؤرشف)  (الإنجليزية)
- فيليب جوريتشيتش على موقع الاتحاد الأوربي (الإنجليزية)
- فيليب جوريتشيتش على موقع قاعدة بيانات كرة القدم.إي يو (الإنجليزية)
- فيليب جوريتشيتش على موقع بيانات كرة القدم. دي إي (الألمانية)
- فيليب جوريتشيتش على موقع ناشيونال فوتبول تيمز (الإنجليزية)
- فيليب جوريتشيتش على موقع Soccerbase.com (لاعب) (الإنجليزية)
- فيليب جوريتشيتش على موقع Soccerway.com (الإنجليزية)
- فيليب جوريتشيتش على موقع عالم كرة القدم.نت (الإنجليزية)
- فيليب جوريتشيتش على موقع AS.com (الإسبانية)